# Idrettsklubben Start 1982
Questa voce raccoglie le informazioni riguardanti l'Idrettsklubben Start nelle competizioni ufficiali della stagione 1982.

## Rosa
| N. |                     | Ruolo | Calciatore             |
| -- | ------------------- | ----- | ---------------------- |
|    | Norvegia (bandiera) | P     | Roald Rørheim          |
|    | Norvegia (bandiera) | P     | Per Rudi               |
|    | Norvegia (bandiera) | P     | Gerhard Skauge         |
|    | Norvegia (bandiera) | D     | Vetle Andersen         |
|    | Norvegia (bandiera) | D     | Erik Emanuelsen        |
|    | Norvegia (bandiera) | D     | Cay Ljosdal            |
|    | Norvegia (bandiera) | D     | Jarle Ødegaard         |
|    | Norvegia (bandiera) | D     | Trond Pedersen         |
|    | Norvegia (bandiera) | D     | Arnfinn Rye            |
|    | Norvegia (bandiera) | C     | Hans Christian Eriksen |
|    | Norvegia (bandiera) | C     | Helge Haugen           |
|    | Norvegia (bandiera) | C     | Olav Klepp             |
|    | Norvegia (bandiera) | C     | Svein Mathisen         |
|    | Norvegia (bandiera) | C     | Audun Myhre            |

| N. |                     | Ruolo | Calciatore        |
| -- | ------------------- | ----- | ----------------- |
|    | Norvegia (bandiera) | C     | Kjetil Osvold     |
|    | Norvegia (bandiera) | C     | Knut Thunberg     |
|    | Norvegia (bandiera) | C     | Stein Thunberg    |
|    | Norvegia (bandiera) | A     | Steinar Aase      |
|    | Norvegia (bandiera) | A     | Roger Edvardsen   |
|    | Norvegia (bandiera) | A     | Jan Sigurd Ervik  |
|    | Norvegia (bandiera) | A     | Kenneth Fjelde    |
|    | Norvegia (bandiera) | A     | Arild Gundersen   |
|    | Norvegia (bandiera) | A     | Sten Glenn Håberg |
|    | Norvegia (bandiera) | A     | Preben Jørgensen  |
|    | Norvegia (bandiera) | A     | Svein Helge Øydna |
|    | Norvegia (bandiera) | A     | Rolf Sannes       |
|    | Norvegia (bandiera) | A     | Steinar Skeie     |

## Risultati

### Campionato

#### Girone di andata
| Drammen 25 aprile 1982 | Start | 0 – 2 | Vålerengen | Marienlyst Stadion |

| Stavanger 2 maggio 1982 | Viking | 3 – 1 | Start | Stavanger Stadion |

| Kristiansand 9 maggio 1982 | Start | 1 – 0 | Fredrikstad | Kristiansand Stadion |

| Trondheim 16 maggio 1982 | Rosenborg | 1 – 1 | Start | Lerkendal Stadion |

| Bodø 20 maggio 1982 | Lillestrøm | 0 – 1 | Start | Aspmyra Stadion |

| Kristiansand 24 maggio 1982 | Start | 1 – 0 | Sogndal | Kristiansand Stadion |

| Kristiansund 31 maggio 1982 | HamKam | 5 – 3 | Start | KFK's Gressbane |

| Kopervik 6 giugno 1982 | Start | 2 – 1 | Bryne | Åsebøen Stadion |

| Moss 13 giugno 1982 | Moss | 3 – 1 | Start | Melløs Stadion |

| Kristiansand 27 giugno 1982 | Start | 3 – 0 | Mjøndalen | Kristiansand Stadion |

| Molde 30 giugno 1982 | Molde | 0 – 0 | Start | Molde Stadion |

#### Girone di ritorno
| Oslo 2 agosto 1982 | Vålerengen | 1 – 1 | Start | Ullevaal Stadion |

| Kristiansand 8 agosto 1982 | Start | 0 – 2 | Viking | Kristiansand Stadion |

| Haugesund 15 agosto 1982 | Fredrikstad | 0 – 0 | Start | Haugesund Stadion |

| Kristiansand 18 agosto 1982 | Start | 1 – 1 | Rosenborg | Kristiansand Stadion |

| Kristiansand 22 agosto 1982 | Start | 0 – 1 | Lillestrøm | Kristiansand Stadion |

| Sogndal 29 agosto 1982 | Sogndal | 2 – 1 | Start | Fosshaugane Campus |

| Kristiansand 5 settembre 1982 | Start | 1 – 3 | HamKam | Kristiansand Stadion |

| Bryne 12 settembre 1982 | Bryne | 3 – 3 | Start | Bryne Stadion |

| Kristiansand 26 settembre 1982 | Start | 1 – 2 | Moss | Kristiansand Stadion |

| Bergen 3 ottobre 1982 | Mjøndalen | 0 – 2 | Start | Brann Stadion |

| Kristiansand 10 ottobre 1982 | Start | 4 – 2 | Molde | Kristiansand Stadion |

### Coppa di Norvegia
|  | Grane | 0 – 3 | Start |  |

|  | Start | 4 – 0 | Ulf |  |

|  | Pors | 0 – 3 | Start |  |

|  | Start | 4 – 0 | HamKam |  |

|  | Start | 1 – 1 (d.t.s.) | Viking |  |

|  | Viking | 4 – 0 | Start |  |